# Zhou Cheng
Zhou Cheng é um personagem fictício que aparece nas revistas em quadrinhos americanas publicadas pela Marvel Comics. Criado por Duane Swierczynski e Travel Foreman, sua primeira aparição foi em O Imortal Punho de Ferro #17 (Setembro de 2008).

## Biografia ficcional do personagem
Zhou Cheng tem matado anteriormente Punhos de Ferros por setenta e cinco anos. Ele estava sob o controle mental de Ch'i-Lin e tentou capturar e matar o ancestral de Danny Rand, Orson Randall, e roubar seu coração. A razão disso foi para que ele pudesse ter acesso ao ovo do Dragão para o seu mestre consumi-lo. Ele ataca Danny no trigésimo terceiro aniversário, mas é interrompido pelo esforço combinado de Luke Cage, Misty Knight e Colleen Wing. Ele então atacou o Dojo do Trovão para atrair Danny, mas Danny trouxe as armas imortais para ajudá-lo. Zhou conseguiu sentir o chi de Danny, mas não pôde detectar as armas imortais que frustraram seus planos.
Mais tarde, foi revelado que ele havia assumido secretamente a Rand Corp. ao lado da secretária de Danny, Nadine, que também era a namorada de Zhou. Eles tentaram envenenar Danny através de seu chá, mas ele foi salvo mais uma vez por Cage e Knight. Zhou ignora Nadine depois que ela revela que está grávida e prossegue para lutar contra Danny até a morte. Danny derrota e mata Zhou quando ele decide não usar seu chi, Zhou era capaz de derrotar Danny apenas sentindo sua energia de chi e antecipando seu conjunto de movimentos.

## Em outras mídias

Lewis Tan como Zhou Cheng em Punho de Ferro.

Zhou Cheng aparece em Punho de Ferro interpretado por Lewis Tan, que inicialmente fez um teste para o papel-título. Zhou Cheng aparece no episódio  "The Blessing of Many Fractures" como "o defensor jurado do Tentáculo" sob Madame Gao, guardando uma de suas instalações na China. Em vez de ser possuído por Ch'i-Lin, Zhou Cheng foi treinado separadamente por ele que o ensinou a consumir grandes quantidades de álcool para "domar [seu] dragão interior". Devido a isso, ele luta com o estilo do Punho Bêbado, o qual realmente prova ser eficaz contra Danny Rand. Cheng é jogado pela entrada da instalação onde Danny prossegue golpeando ele brutalmente antes de ser interrompido por Colleen Wing e Claire Temple.